# NGC 1042
NGC 1042(có thể được gọi bằng những tên khác là MCG -2-7-54, IRAS02379-0838, PGC 10122) là một thiên hà xoắn ốc trung gian nằm trong chòm sao Kình Ngư cách dải ngân hà 66 triệu năm ánh sáng. Nó được nhà thiên văn học người Mỹ Lewis Swift phát hiện vào ngày 10 tháng 11 năm 1885. Tuy nhiên, nó còn được cho là thiên hà xoắn ốc gãy khúc trong một số nguồn tin và tài liệu. Thiên hà này nằm trong số các thiên hà được liệt kê trong ấn bản gốc của "Danh mục chung mới" (tên tiếng Nga: Нового общего каталога).
NGC 1042 có một hạt nhân hoạt động với độ sáng thấp và nhận năng lượng từ một lỗ đen có trọng lượng nhỏ hơn 3*106 lần khối lượng mặt trời. Sự hiện diện của một hố đen ở trung tâm thiên hà là không bình thường khi thiên hà ấy không phình ra.
Các thiên hà NGC 1035, NGC 1042, NGC 1047 và NGC 1052 nằm trong cùng một vùng không gian và ở khoảng cách từ 17,3 MP đến 21,1 MPC. Những thiên hà này có thể tạo thành một nhóm. Theo cơ sở dữ liệu của NASA / IPAC đã đề cập rằng NGC 1035, NGC 1042 và NGC 1052 là một nhóm gồm ba thiên hà.

## Dữ liệu hiện tại
Theo như quan sát, đây là thiên hà thuộc chòm sao Kình Ngư, Và dưới đây là một số dữ liệu:
Xích kinh 02h 40m 23,9s
Độ nghiêng -08 ° 26 '03 "
Kích thước hiển thị 4,3 'x 3,6'
Tầm nhìn thiên hà có thể nhìn thấy mV 11,0
Độ chói thiên hà chụp ảnh mB 11,7
Loại thiên hà SABc
Redshift +0.004583 ± 0,000017
Vị trí góc 18 °
Độ sáng bề mặt 13,8mag/2
Vận tốc xuyên tâm (Tốc độ xuyên tâm) 1371 ± 2 km / s
Kích thước 78000 al